# Mirabel (Espanha)
Mirabel é um município da Espanha na comarca de Cáceres, província de Cáceres, comunidade autónoma da Estremadura. Tem 49,3 km² de área e em 2021 tinha 669 habitantes (densidade: 13,6 hab./km²). Faz parte da Mancomunidade de Riberos del Tajo.

## Demografia
| Variação demográfica do município entre 1991 e 2004 | Variação demográfica do município entre 1991 e 2004 | Variação demográfica do município entre 1991 e 2004 | Variação demográfica do município entre 1991 e 2004 |
| --------------------------------------------------- | --------------------------------------------------- | --------------------------------------------------- | --------------------------------------------------- |
| 1991                                                | 1996                                                | 2001                                                | 2004                                                |
| 941                                                 | 893                                                 | 797                                                 | 751                                                 |